# Panorama urbano

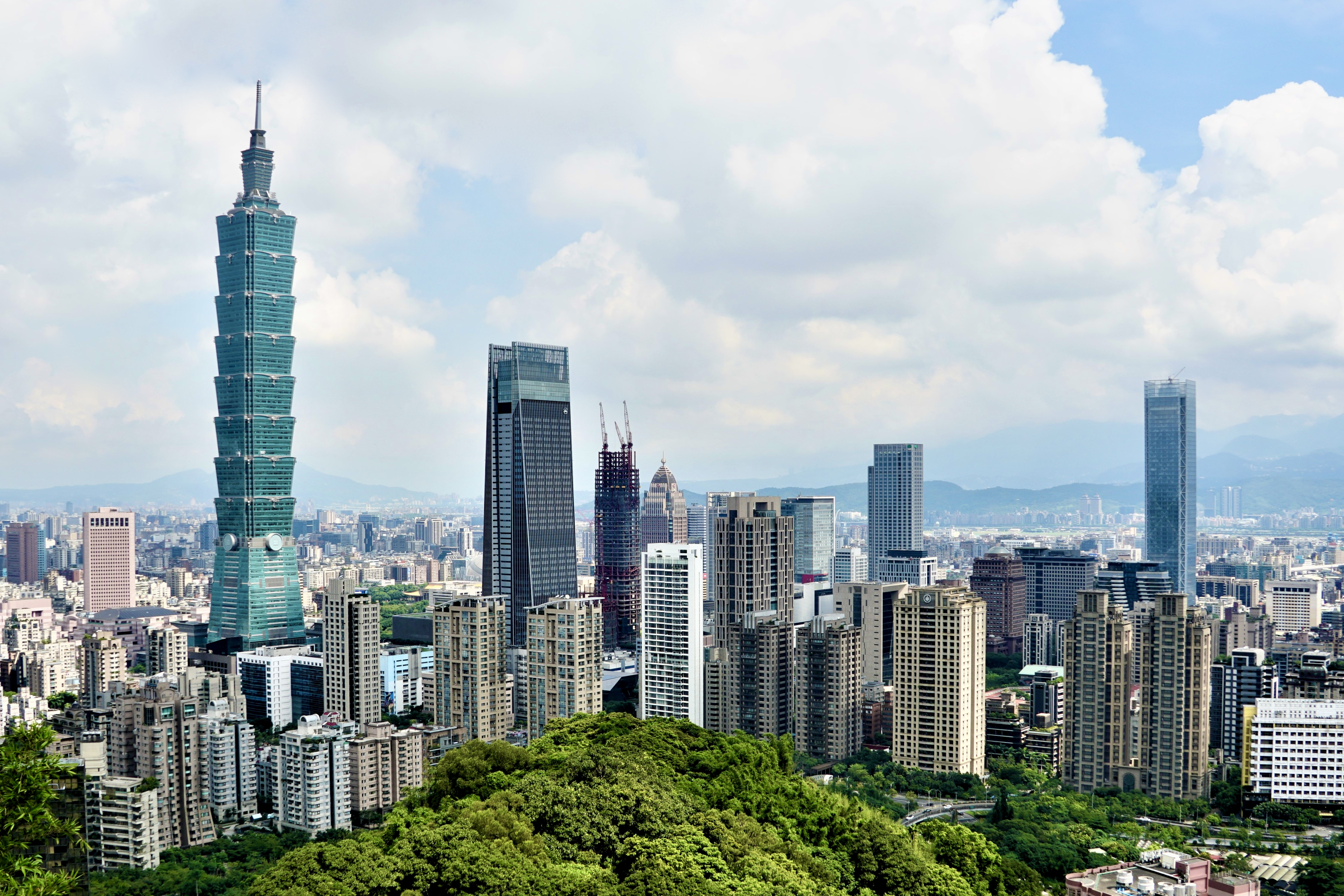
Panorama urbano de Taipéi, Taiwán.

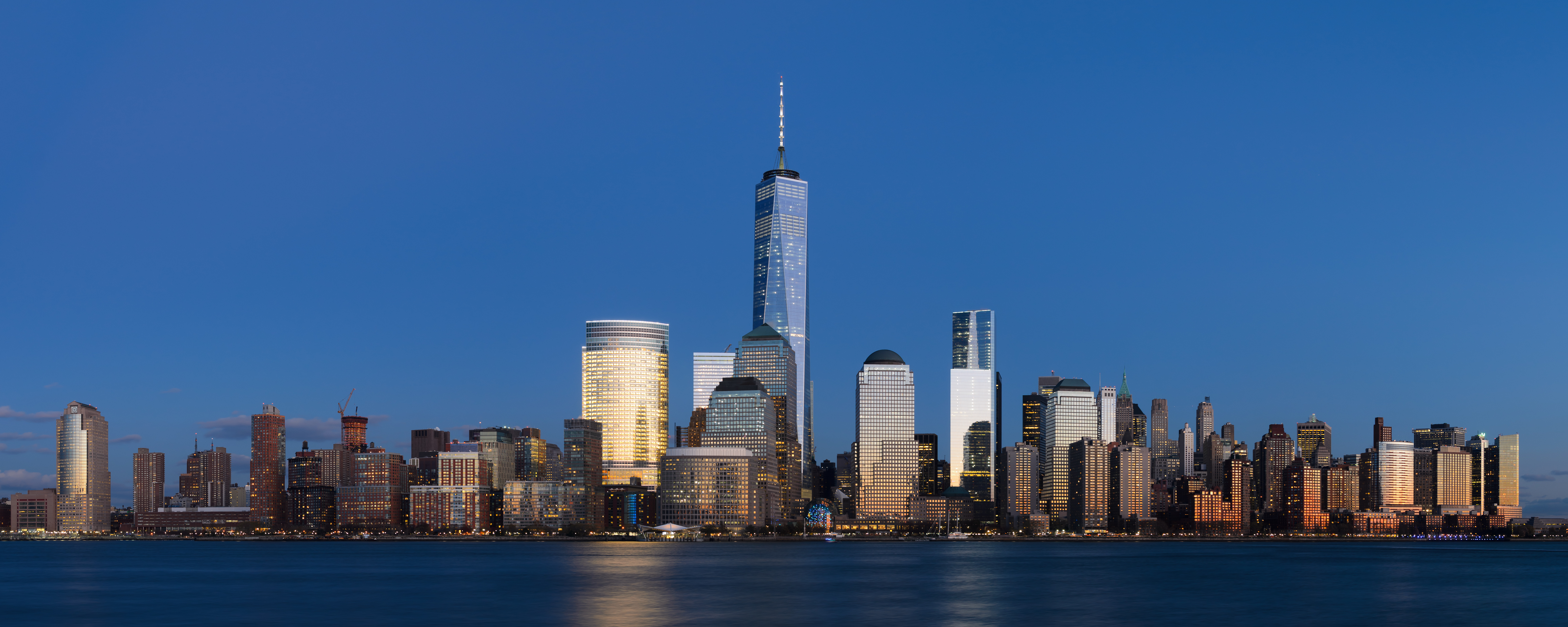
Panorama urbano de Nueva York, Estados Unidos.

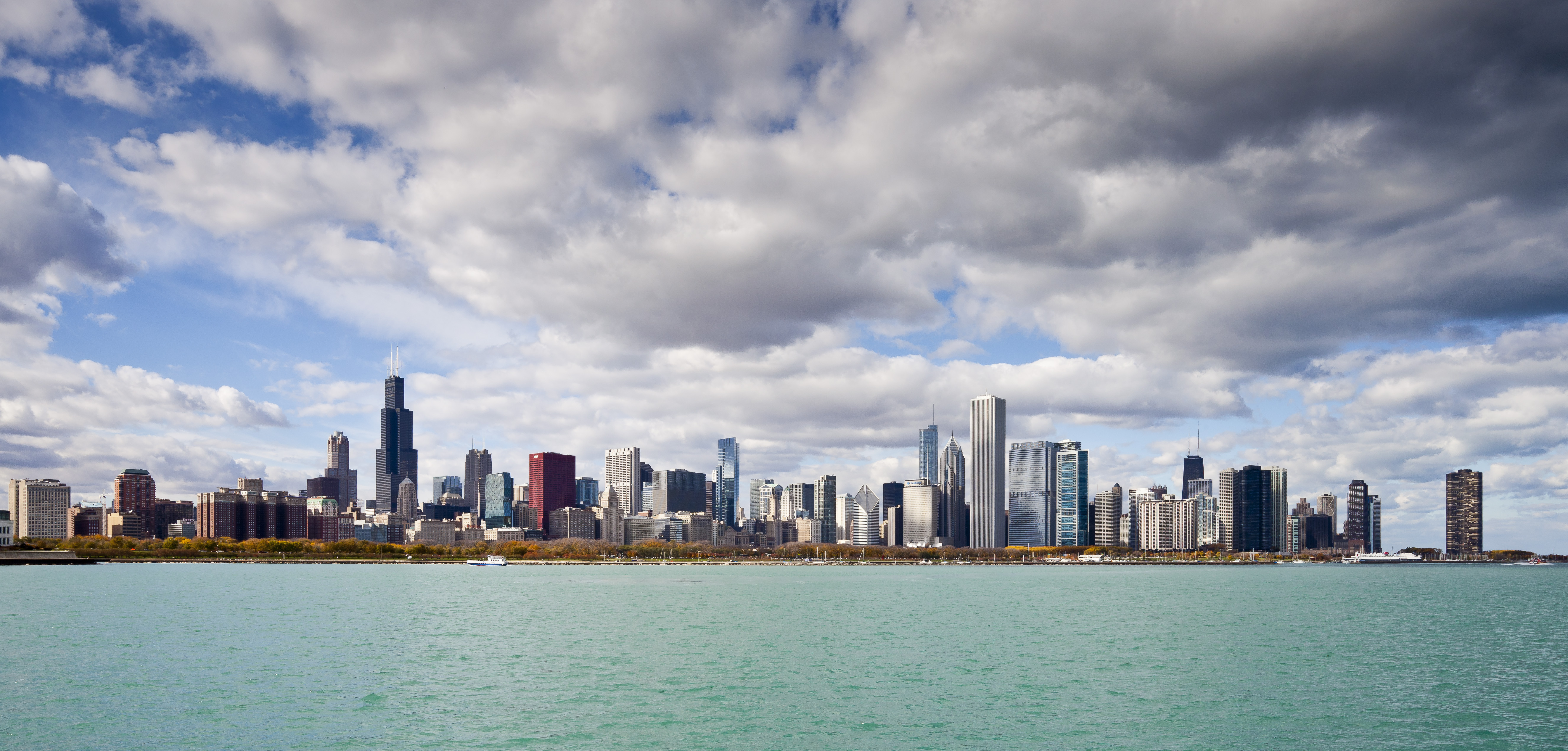
Panorama urbano de Chicago, también en los EE. UU.

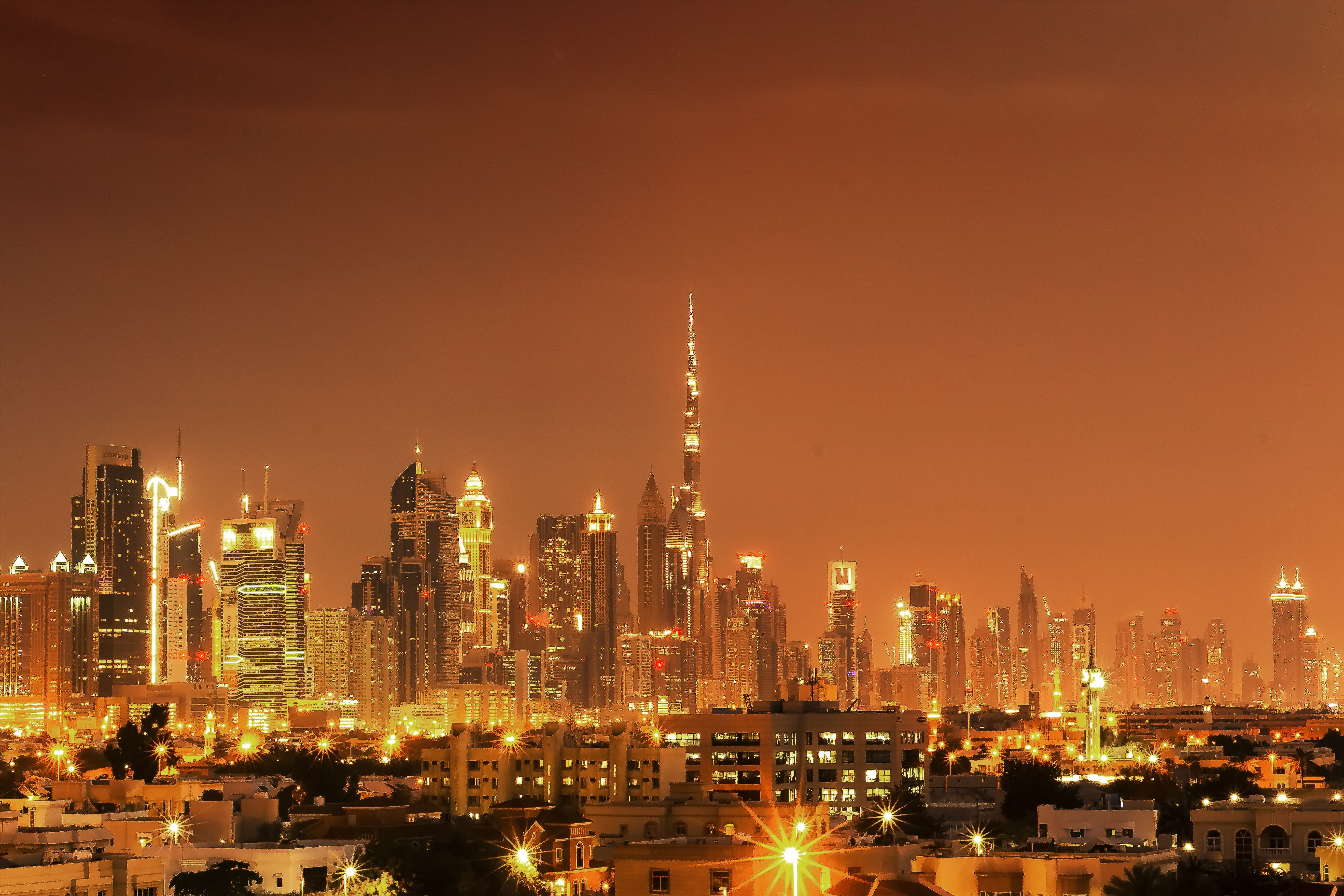
Panorama urbano de Dubái, Emiratos Árabes Unidos.

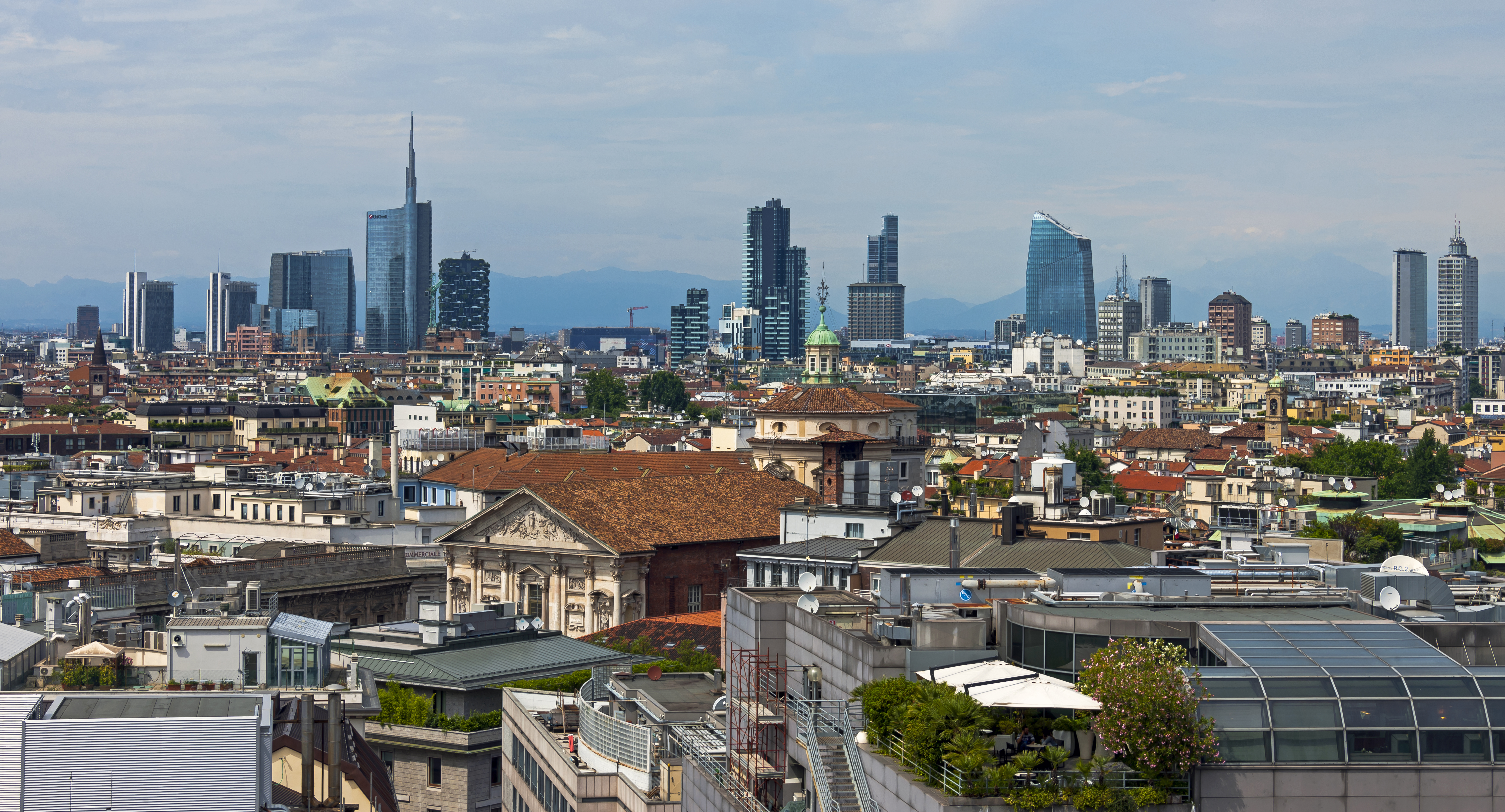
Panorama urbano de Milán, Italia.

El panorama urbano, perfil de la ciudad, perfil o skyline (del inglés, literalmente «línea de cielo») es la silueta o la visión total o parcial de las estructuras y edificios más altos (sobre todo rascacielos) de una ciudad. También puede ser descrito como el horizonte artificial creado por la estructura total de una ciudad. Los panoramas urbanos son una buena representación de las capacidades totales de una ciudad; cuanto más impresionante sea el panorama urbano, más dinero habrá tenido que invertir la ciudad. Los panoramas urbanos también pueden servir como una especie de huella dactilar de las ciudades, ya que no hay dos iguales.
Los panoramas urbanos que se extienden hacia una visión larga, porque son de ciudades largas o a veces de "ciudades gemelas" (dos ciudades cercanas la una a la otra y que parecen formar una unidad), son llamados "paisajes urbanos". En muchas, pero no todas las metrópolis, los rascacielos desempeñan un papel significativo a la hora de delimitar el horizonte. En las ciudades más intensamente diseñadas, el panorama urbano tiende a tomar la forma de una montaña artificial, con los edificios más altos hacia el centro de la ciudad.

## Etimología
La palabra skyline es un extranjerismo que proviene del inglés. Según la Fundéu, no existe un término equivalente; se emplea en ocasiones «horizonte» o «perfil urbano/de la ciudad». También, por influencia del francés, suele emplearse panorama urbano.

## Tipos de panoramas urbanos
- Diurno: una visión normal, generalmente ancha y extensa del panorama urbano de una ciudad tomado durante el día. Normalmente se toma entre el amanecer y el crepúsculo para captar la puesta o nacimiento del sol al fondo.

- Silueta: un panorama urbano donde los edificios se entremezclan, a partir de la proyección de una sombra continua.

- Nocturno: un panorama tomado por la noche. Lo que se ve de los edificios es la iluminación interior, y a veces la exterior, para agradar a la vista o para anuncios. En las ciudades con lagos y océanos se añade también a la vista la reflexión del agua. Se usa comúnmente en cuadros.